# ART Innsbruck
Die ART Innsbruck ist eine internationale Messe für zeitgenössische Kunst in Innsbruck. 2021 wurde der Name anlässlich des 25. Jahr-Jubiläums modernisiert und die Messe heißt fortan ARTfair Innsbruck. Veranstaltet wird die ART Innsbruck von Messemacherin Johanna Penz.
An die 70 Galeristen und Kunsthändler aus mehreren Nationen, zeigen internationale Zeitgenössische Kunst, Pop Art, Klassische Moderne und weitere Strömungen des 19.–21. Jahrhunderts: Gemälde, Arbeiten auf Papier, Auflagenobjekte, Originalgraphiken, Skulpturen, Objekte/Installationen, Künstlerbücher, Fotografien und Neue Medien.

## Geschichte
1997 gründete Johanna Penz das Unternehmen und veranstaltete die erste Messe in der Halle 1 der Messe Innsbruck unter dem Namen „editions of art“. Im Folgejahr wurde der Name in „ART Innsbruck“ geändert unter dem sie fortwährend einmal jährlich stattfindet. 1999 verzeichnete die ART Innsbruck schon einen 20-prozentiger Besucherzuwachs und reagierte darauf mit einer Vergrößerung der Ausstellungsfläche von rund 2.000 auf 4.000 Quadratmeter und Umzug in Halle 4 der Messe Innsbruck.
Im Jahr 2013 wurde ein Besucherrekord von mehr als 17.000 Messebesucher an allen Tagen verbucht. Im Zuge eines Messe-Relaunches erfolgte 2015 die Erweiterung des Programmes auf Kunst des 19. bis 21. Jahrhunderts und die Übersiedelung in die weitläufige Haupthalle A. Letzteres bedeutete eine Ausdehnung der Ausstellungsfläche auf nunmehr 6.000 m². 2021 feiert die Messe ihr 25-jähriges Jubiläum. Der Name der Messe wird modernisiert und lautet fortan ARTfair Innsbruck. Außerdem erhält die Messe ein neues Logo und übersiedelt in die hochmoderne  Olympiaworld Innsbruck.

## Rahmenprogramm
Die ARTfair Innsbruck organisiert jedes Jahr ein Rahmenprogramm. Es finden Führungen, Expertengespräche, Podiumsdiskussionen und Sonderausstellungen statt.
Nachstehend ein Auszug der Sonderausstellungen der ARTfair Innsbruck:
- 1998, Galerie Ernst Hilger, Wien/A: „Alfred Hrdlicka, Druckgraphik – Bronze – Zeichnungen“ zum 70. Geburtstag & Galerie der Gegenwart, Berlin/D: Laurence Gartel: „20 Jahre Computerkunst“
- 2000, Galerie E.&K. Thoman, Innsbruck/A: „Hans Staudacher – Retrospektive 1950–2000“
- 2000–2012, Sonderschau „Junge Kunst: Einreichungen von Werken durch die Aussteller; ab 2007 'Junge Kunst aus Tirol' gefördert durch die Kulturämter der Stadt Innsbruck / des Landes Tirol“
- 2003, Galerie E.&K. Thoman, Innsbruck/A, und Galerie Krinzinger, Wien/A: „Fiat Lux“ u. a. mit Thomas Feuerstein, Christoph Hinterhuber, Martin Kippenberger, Peter Kogler, Brigitte Kowanz, Flora Neuwirth, Peter Sandbichler, Eva Schlegel, Elfi Semotan, Gerold Tagwerker, Hans Weigand, Franz West und vielen mehr.
- 2005, Galerie am Lindenplatz AG, Laduz/FL: „Karina Wisniewska – David Murray – Miriam Prantl“
- 2008, Galerie Rhomberg, Innsbruck/A: „Fotographie im Fokus – Nobuyoshi Araki, Heinz Lechner, Paul Albert Leitner, Arnulf Rainer“
- 2009, Galerie Rhomberg, Innsbruck/A: „Hermann Nitsch – Druckgrafisches Werk: Die Architektur des Orgien Mysterien Theaters“
- 2010, Galerie Rhomberg, Innsbruck/A: „Die Kunst der Druckgrafik – Ausgewählte Beispiele der verschiedensten Techniken – Siebdruck, Lithografie, Radierung uvm. von u. a. Le Corbusier, Tom Wesselmann, Andy Warhol, Peter Kogler, Hermann Nitsch, Arnulf Rainer, Antoni Tapies, Max Weiler“
- 2011, Galerie Rhomberg, Innsbruck/A: „op-art – Kunst der Täuschung – begehbare Camera Obscura  – Victor Vasarely, Ype Limburg“
- 2012, Galerie Rhomberg, Innsbruck/A: „Pop Life! Warhol meets Bogin – Gegenüberstellung von Pop Art und geometrischem Minimalismus“
- 2013, Galerie Rhomberg und styleconception.designart, Innsbruck/A: „Kunst – Design – Kunst, u. a. mit Martin Gostner, Kissthereichl, Peter Kogler, Michelangelo Pistoletto, Peter Sandbichler“
- 2014, Galerie Rhomberg, Innsbruck/A: „Le Corbusier & The Authentic Icons“
- 2015, Milionart, Innsbruck/A: „Francis Bacon Drawings & Wilhelm Senoner Sculptures“
- 2016, Galerie Rhomberg, Innsbruck/A: Mel Ramos „Pin-Up Girls“
- 2016, Milionart, Innsbruck/A: „interpretations of nude“
- 2018, artdepot, Innsbruck/A: „Mia Florentine Weiss, seven days left – free unfree“
- 2018, Galerie Dikmayer, Berlin/D: „100 Jahre Bauhaus-Schule“
- 2019, Galerie Rhomberg, Innsbruck/A: „Printable – Druckgrafik des 20. und 21. Jahrhunderts“
- 2020, ARTsouthAFRICA, Kapstadt/ZA: „Auswahl zeitgenössischer Kunst aus Südafrika“
- 2020, Galerie Hartl, Wien/A: „Herbert Danler, Klassische Moderne Tirols“
- 2021, Galerie WOS, Zürich/CH: „Friedensreich Hundertwasser, mehr 50 ausgewählte Werke“
- 2022, BURN-IN Galerie, Wien/A: „Green Art Statements & NFT Collections“

## Ehrungen
Im Jahr 2009 verlieh die Interessengemeinschaft der Galerien an Direktorin Johanna Penz anlässlich der Eröffnung der Messe den „Award Kunstmediator 2009“. Der Kunstmediator zeichnet außergewöhnliche Leistungen in der Vermittlung von Kunst aus.
2013 wurde die ART Innsbruck gemeinsam mit dem dazugehörigen Projektraum artroom21 auf die short list für den Bank Austria Kunstpreis nominiert.